# Entomological Science
Entomological Science – japońskie, anglojęzyczne, recenzowane czasopismo naukowe publikujące w zakresie entomologii.
Czasopismo to wydawane jest przez Wiley-Blackwell dla Entomological Society of Japan. Ukazuje się od 2005 roku. Publikuje oryginalne i przeglądowe prace z zakresu ekologii, biologii behawioralnej, fizjologii, biochemii, biologii rozwoju, genetyki, systematyki, morfologii i biologii ewolucyjnej owadów oraz entomologii ogólnej.
W 2017 roku jego wskaźnik cytowań według ISI Journal Citation Reports wyniósł 1,069 co dawało mu 45. miejsce wśród czasopism poświęconych entomologii, natomiast według Scimago Journal & Country Rank wyniósł 0,439 co dawało mu 60. miejsce wśród czasopism poświęconych naukom o owadach.